# Kasatschja-Bucht
Die Kasatschja-Bucht (russisch Казачья бухта, transkribiert Kasatschja buchta, übersetzt Kosakenbucht, ukrainisch Козача бухта, Kosatscha buchta) in Sewastopol ist der westliche Teil der Dwoinaja-Bucht, was in der Übersetzung aus dem Russischen so viel wie Zweifache Bucht bedeutet.

## Lage
Der Meerbusen liegt nahe an der äußersten Südwestspitze der Krim und gabelt sich von Nord nach Süd in einen östlichen und einen westlichen Teil. Letzterer bildet die Soljonaja-Bucht, gewissermaßen eine Bucht in der Bucht. Die Hauptbucht ist etwa 2,9 Kilometer lang und bis zu einem Kilometer breit. Zusammen mit der im Osten angrenzenden Kamyschowaja-Bucht mündet sie in das Schwarze Meer. Sie wird von den Küstenlinien zweier Halbinseln begrenzt. Im Osten ist dies die Landzunge mit der Bezeichnung Seredinnowo poluostrowa (übersetzt Mittlere Halbinsel), die Kasatschja- und Kamyschowaja-Bucht voneinander trennt. Im Westen liegt die Halbinsel Chersones mit der antiken Stadt gleichen Namens.

## Erschließung
Die Kasatschja-Bucht ist im Gegensatz zur Soljonaja-Bucht schiffbar. Der größte Teil des angrenzenden Geländes wird für militärische Bauten wie Kasernen, Lagerhallen und sonstigen Einrichtungen genutzt. Auf der Mittleren Halbinsel befindet sich ein ausgedehntes Gelände für Übung und Ausbildung der Besatzungen von Kampfpanzern und Amphibienfahrzeugen. Am inneren Ende der Bucht liegen Hafenanlagen, Büro- und Wohngebäude, die hauptsächlich von Mitgliedern der Streitkräfte genutzt werden. Hier befindet sich neben dem Jachtklub namens „Kasatschja Buchta“ auch die Militärbasis der 810. Marineinfanterie-Brigade, die auch als russische Schwarzmeerflotte (BSF) bekannt ist.
Im südlichsten Teil der Kasatschja-Bucht liegt die kleine Insel Swjatowo Klimenta, die nach dem Heiligen Clemens von Rom benannt ist. Hier steht ein Denkmal für die Mitglieder des ersten amphibischen Landungsgeschwaders, das 1941 in der Schlacht um Odessa zur Verteidigung der Stadt eingesetzt wurde. Es ist ein Werk des armenischen Bildhauers Карлен Калантарян (Karlen Kalantaryan) und wurde im Jahr 1972 aufgestellt.
An der gesamten Uferlinie der Kosakenbucht kann man baden, das Wasser an den größtenteils wilden Stränden ist sauber und klar und weitgehend frei von Algen. Das im Vergleich zum Hafen der Kamyschowaja-Bucht sehr saubere Wasser ermöglicht den Betrieb einer Muschelzucht.
Aus denselben Gründen wurde hier im Sommer 1965 das Ozeanarium der sowjetischen Marine gegründet und 1967 das erste Delfinarium der UdSSR eingerichtet. Neben anderer experimenteller Forschung wurden die Untersuchungen mit Beginn der 70er Jahre zunehmend auf den militärischen Einsatz von Delfinen ausgerichtet. Heute befindet sich hier das Winterquartier des Sewastopoler Delfinariums. Während der Sommermonate werden in der Artilleriskaja-Bucht (übersetzt Artilleriebucht) im Stadtzentrum jeden Tag Veranstaltungen mit den Tümmlern vorgeführt.
Je nach Sprache und Transliteration existieren für die Kosakenbucht verschiedene Schreibweisen: Cossak, Kazasch, Kazatch, Kazachka oder Kazachya oder Kazatcha. Allen gemein ist die jeweilige Bezeichnung für das Reitervolk der Kosaken. Während des Krieges mit dem Osmanischen Reich in den 1770er Jahren wurden unter russischer Herrschaft entlang der Küste Kosaken angesiedelt, um das Hinterland zu schützen, worin vermutlich die plausibelste Herkunft des Namens gefunden werden kann.

## Soljonaja-Bucht
Die Soljonaja-Bucht (übersetzt Salzige Bucht) ist die westliche Ausweitung der Kasatschja-Bucht in Nord-Süd-Richtung. Sie ist etwa einen Kilometer lang und umschließt eine Fläche von 0,24 km² bei einer Küstenlänge von 2,20 km. Ihr flaches Wasser ist für den Schiffsverkehr weitgehend ungeeignet. Dies gilt besonders für den südlichen Teil, wo die durchschnittliche Wassertiefe hinter einer Sandbank wenige Meter nicht überschreitet.
Am östlichen Ufer gibt es zahlreiche leere Strände mit Bademöglichkeiten und nur spärlicher Vegetation.
Das zum Land hin immer flacher werdende Wasser der Salzigen Bucht geht in einen kleinen Sumpf über, der die Reste eines Salzsees darstellt. Noch Ende des 18. Jahrhunderts wurde er zur Salzgewinnung genutzt, woraus sich auch dieser Name erklärt. Im Laufe der Zeit ist der See ein Teil der Bucht geworden und anscheinend der neueste Teil des Meeresarms.
Früher wurde die Bucht als eigenständige Einbiegung bzw. als Teil der Dwoinaja-Bucht angesehen. Diese trug im Russischen damals noch den Namen Troinaja buchta (übersetzt Dreifache Bucht). Nach dem Bau der Piers, die den Fischereihafen in der Kamyschowaja-Bucht vom offenen Meer trennen, hat sich dies geändert und die Salzige Bucht gilt nur noch als Teil der Kosakenbucht. Dementsprechend wurde auch aus der einst Dreifachen eine Zweifache Bucht, wie die Übersetzung aus dem Russischen Dwoinaja buchta lautet. Im Englischen begegnete man der drohenden Verwirrung mit der Verdolmetschung „Triple‑Double Bay“ ausgesprochen einfallsreich.

## Geschichte

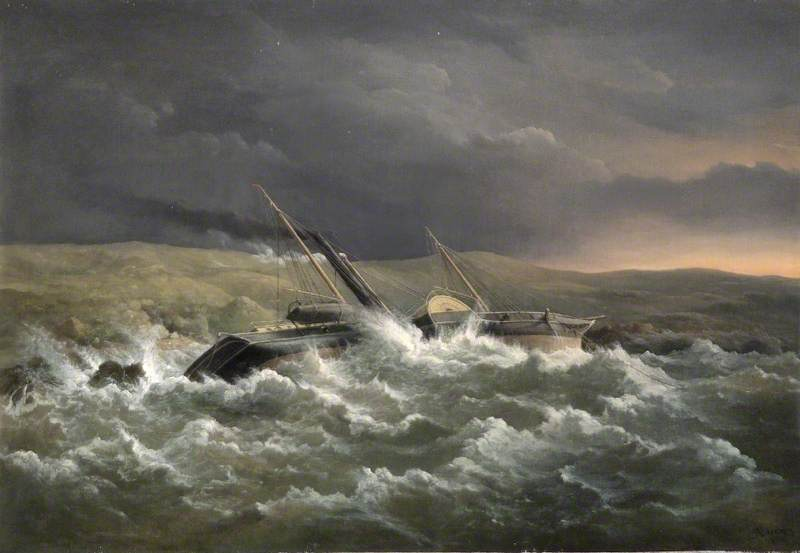
Her Majesty’s Ship „Danube“, in der Kosakenbucht an Land gedrückt. Gemälde, Öl auf Leinwand von Richard Brydges Beechey

Am 14. November 1854, zur Zeit des Krimkriegs, war die Bucht, wie auch die gesamte Krim-Halbinsel, Schauplatz einer verheerenden Katastrophe. Ein starkes Orkantief war von Spanien kommend, quer über ganz Europa, weiter bis zum Schwarzen Meer gezogen. In der Nacht vom 13. zum 14. November traf es die völlig unvorbereiteten französischen und englischen Flottenverbände, die hier vor Anker lagen. Zu dieser Zeit war es noch nicht möglich, das Unwetter für die Krim rechtzeitig vorherzusagen. Bei dem Sturm gingen zahlreiche  Schiffe unter oder zerschellten an Klippen. Zudem gingen an den Mündungen der Flüsse Katscha und Belbek fünf englische und zwei osmanische Kriegsschiffe unter, in Balaklawa nicht weniger als elf, bei Jewpatorija verloren die Franzosen das Linienschiff „Henry IV“.
Als Reaktion auf das Debakel beauftragte die damalige französische Regierung unter Napoleon III. den Astronomen und Direktor des Pariser Observatoriums, Urbain Le Verrier, das Unwetter nachträglich zu untersuchen. Aufgrund seines Gutachtens wurde der französische Wetterdienst gegründet.
Seit dem 11. September 1863 gibt Frankreich tägliche Wetterberichte für zunächst West-, Süd- und später das gesamte Europa heraus.

## Flora und Fauna
Im besonders flachen Teil der Soljonaja-Bucht ist das Wasser höchstens 1,5 Meter tief. Hier laichen viele Fischarten wie etwa Meeräschen und Meerbarben. Außerdem ist hier der Lebensraum vieler Arten von Krabben, seltener Krustentiere wie Fangschreckenkrebse, Einsiedlerkrebse und Seepferdchen. In dieser Bucht überwintern auch viele Arten von Zugvögeln wie verschiedene Arten von Wildenten, Schwäne, Blässhühner, Krickenten, Reiher, Eisvögel und viele andere. An ihren Ufern stehen Reste des Schilfrohrs, das der benachbarten Kamyschowaja-Bucht den Namen gab.
Aufgrund der großen Anzahl von wilden Stränden und dem sauberen Wasser ist die Gegend bei der Bevölkerung Sewastopols als Ausflugsziel sehr beliebt.